# Live. Love. ASAP
Albums de A$AP Rocky
Long. Live. ASAP
(2013)
Live. Love. ASAP, stylisé Live. Love. A$AP, est la première mixtape du rappeur américain A$AP Rocky, sortie le 31 octobre 2011.

## Liste des titres
| No  | Titre                                                          | Auteur                                                 | Producteur(s)   | Durée |
| --- | -------------------------------------------------------------- | ------------------------------------------------------ | --------------- | ----- |
| 1.  | Palace                                                         | R. Mayers, M. Volpe                                    | Clams Casino    | 2:42  |
| 2.  | Peso                                                           | R. Mayers, C. Williams                                 | A$AP Ty Beats   | 2:47  |
| 3.  | Bass                                                           | R. Mayers, M. Volpe                                    | Clams Casino    | 3:17  |
| 4.  | Wassup                                                         | R. Mayers, M. Volpe                                    | Clams Casino    | 2:38  |
| 5.  | Brand New Guy (featuring Schoolboy Q)                          | R. Mayers, Q. Hanley                                   | Lyle LeDuff     | 4:48  |
| 6.  | Purple Swag: Chapter 2 (featuring SpaceGhostPurrp & A$AP Nast) | R. Mayers, M. Jordan, M. Rolle, T. Devega, C. Williams | A$AP Ty Beats   | 2:47  |
| 7.  | Get Lit (featuring Fat Tony)                                   | R. Mayers, A. Obi, S. Rhouat                           | Soufien3000     | 2:58  |
| 8.  | Trilla (featuring ASAP Twelvyy and ASAP Nast)                  | R. Mayers, J. Phillips, T. Devega                      | Beautiful Lou   | 4:04  |
| 9.  | Keep It G (featuring Chace Infinite and SpaceGhostPurrp)       | R. Mayers, A. Johnson, M. Jordan, M. Rolle             | SpaceGhostPurrp | 3:49  |
| 10. | Kissin' Pink (featuring A$AP Ferg)                             | R. Mayers, D. Ferguson                                 | Beautiful Lou   | 3:31  |
| 11. | Houston Old Head                                               | R. Mayers                                              | DJ Burn One     | 4:18  |
| 12. | Acid Drip                                                      | R. Mayers, S. Rhouat                                   | Soufien3000     | 2:43  |
| 13. | Leaf (featuring Main Attrakionz)                               | R. Mayers, D. Grice, C. Glover, M. Volpe               | Clams Casino    | 4:52  |
| 14. | Roll One Up                                                    | R. Mayers                                              | DJ Burn One     | 2:39  |
| 15. | Demons                                                         | R. Mayers, M. Volpe                                    | Clams Casino    | 3:00  |
| 16. | Out of This World                                              | R. Mayers                                              | The Olympicks   | 2:48  |